# ياريم-ليم الثاني
ياريم-ليم الثاني (حكم ما بين العامين 1720-1700 ق م) هو أحد ملوك يمحاض. جاء خَلَفًا لوالده أبا-إيل الأول.

## فترة حُكمه
تم استقاء معظم ما نملك من معلومات بشأن يمحاض من التنقيبات الأثرية التي أُجريت في كلٍ من ماري وألالاخ، في حين مازالت التنقيبات الأثرية في حلب محدودة. لا يُعرف إلا القليل عن ياريم-ليم الثاني، فقد تم التثبت من وجوده من خلال النقشِ الخاص بأحد الأختام التي عُثر عليها في ألالاخ، و قد قدم نفسه فيه بصفته ابنًا لأبا-إيل الأول و «محبوب الإله حدد». أحد وزرائه كان يُدعى إيني-كوبابا، و قد عُرف من خلال نقش ختمه الذي عُثر عليه في ألالاخ.

## هويّته
ثمة خلافٌ بشأن هوية ياريم-ليم الثاني إذ تعتقد الأكثرية من الأركيولوجيين بأنه كان ابنًا لأبا-إيل الأول، في حين اقترح موشي وينفيلد بأن ياريم-ليم الثاني هو نفسه ياريم-ليم شقيق أبا-إيل و حاكم ألالاخ، فقد كان لأبا-إيل أخًا اسمه ياريم-ليم و قد كان أبا-إيل قد منح أخاه هذا مملكة ألالاخ ليحكمها. ذكر ملك ألالاخ ياريم-ليم بأنه كان ابنًا لحمورابي الأول، في حين ذكر ياريم-ليم الثاني في نقش ختمه بأنه ابنٌ لأبا-إيل. إجمالاً، تبقى النظرية التي تفترض بأن ياريم-ليم الثاني هو ابنٌ لأبا-إيل الأول و ليس أخاه هي الأكثر قبولا.

## الوفاة
توفي ياريم-ليم الثاني في عام 1700 ق م، وقد خَلَفه ابنه نقمي-إبو على عرش يمحاض.